# Li Er
Li Er (xinès: 李洱; pinyin: Lǐ ěr) (Jiyuan 1966) escriptor xinès, considerat un dels escriptors de ficció literària més coneguts de la Xina. Premi Mao Dun de Literatura de l'any 2019.

## Biografia
Li Er va néixer al començament de la Revolució Cultural el 1966, en una petita ciutat del districte de Jiyuan (济源) província de Henan; la zona era famosa per haver estat cantada pels poetes Tang Han Yu (韩愈) i Bai Juyi (白居易) (772 - 846).  
El seu pare era mestre i a principis dels anys 70 va ser traslladat a l'escola mitjana de Jiyuan. Li el 1983, va ser admès a la East China Normal University (华东 师范大学) a Xangai, al departament de literatura xinesa, que aleshores era una de les millors de la Xina. Allà va llegir a autors com Jorge Luis Borges, Gabriel García Márquez, Kafka, Milan Kundera, Václav Havel, Saul Bellow i Italo Calvino.
A la universitat Li Er va tenir de tutor a Ge Fei (格 非), dos anys més jove que Li però que li dirigia la seva tesi final.
El 1987, Li Er es va convertir en professor de xinès a Zhengzhou (capital de Henan), i va començar a publicar relats en diferents revistes, i una dècada més tard es va convertir en escriptor professional i va incorporar-se a l'Associació d'Escriptors de Henan.
El 2003 Li Er va trasl·ladar-se a viure a Pequín.

### Carrera literària, obres destacades i premis
Li Er utilitza un estil ple d'ironia, humor negre i sàtira per posar de manifest les bogeries del comportament humà. Malgrat la seva afirmació de ser un autor "no molt prolífic", ha publicat cinc reculls de contes, dues novel·les i aproximadament 50 relats i històries curtes, la majoria d'elles en l'última dècada. En una entrevista a China Daily el 2009, va parlar de la seva profunda connexió amb el món i cor de la Xina rural.
Tot i que Li Er encara és relativament desconegut fora de la Xina, és àmpliament respectat en els cercles literaris xinesos i ha adquirit un grup de lectors molt alfabetitzats i intel·lectuals. També ha cridat molt l'atenció entre crítics i acadèmics literaris per la seva prosa estilísticament innovadora.
L'any 2000 va començar a publicar col·leccions de relats breus, amb una primera escrita durant la dècada de 1990. El 2002 està especialment marcat per la publicació de la primera novel·la: Hua qiang ("花腔") (Coloratura) que va rebre el Primer premi Ding Jun Double Year Prize for Literature.
El 2004 va publicar Shilishu Shang Jie Yingtao (石榴树上结樱桃), traduïda a l'anglès com "Cherry On a Pomegranate Tree", que va rebre els premis Red River Literature Award i el Zhuang Zhongwen Literature Award, i que ha estat traduïda a l'anglès i a l'alemany. També va escriure per primera vegada una història llarga titulada "Shī de shī xué" ("诗 的 诗 学"), en una col·lecció homònima amb altres històries. La història transcorre en el context de principis dels anys 90, i representa un grup de joves intel·lectuals que passen les tardes discutint de literatura, poesia i filosofia, fumant cigarret darrera cigarret.
El 2019 va publicar 应物兄 (Brother Yingwu) que va rebre el 17th Chinese Literature Media Award i el Mao Dun Literature Prize, novel·la publicada el 2018 a la revista Harvest (Shouhuo "收获").